# Palazzo Sassi Masini
Il Palazzo Sassi Masini è uno dei palazzi storici del centro di Forlì. È un edificio di fine seicento, restaurato nel 2010 su progetto di tecnici comunali Stefania Pondi (architetto) e Claudio Mandelli (ingegnere).

## Architettura
Il palazzo è costituito da un complesso di fabbricati addossati l'uno all'altro che vanno a circoscrivere una grande corte interna, dalla irregolare forma a ventaglio. Di rilevanza è la particolare facciata dalla struttura lunga e sinuosa con un andamento a paravento, espressamente progettato per seguire il corso della strada.

## Il Cortile

### Il Ratto di Proserpina
All'interno si accede tramite il portone principale da dove, attraverso l'androne, si può scorgere sul fondale della corte, inserito in una nicchia, il Ratto di Proserpina, scenografico gruppo scultoreo in stucco di tema mitologico, probabile opera dello scultore forlivese Francesco Andreoli, databile al 1818, ispirato al celeberrimo gruppo statuario di Gian Lorenzo Bernini. La presenza della scultura raffigurante la giovane rapita da Plutone, re dell'ade, ha fatto sì che l'edificio fosse conosciuto in passato con nome di palazzo del diavolo. Recentemente, il Ratto di Proserpina è stato oggetto di un accurato restauro finanziato dalla fondazione Cassa dei Risparmi di Forlì.

### Gli archi
Il fondale è la parte più suggestiva del cortile: dei due archi, uno consentiva il passaggio dei carri, l'altro dava accesso all'abitazione. Il fascino e la magia della corte sono esaltati, specialmente durante fioritura, dalla presenza di due glicini secolari che ricoprono gran parte delle facciate fino alla copertura.
Altri due arconi chiudono lateralmente la scenografica cortina, dietro la quale si staglia la pittoresca torre colombaia del retrostante Palazzo Torelli Guarini.

## Destinazione attuale
Dopo il restauro, l'edificio è stato destinato ad alloggio per studenti universitari, capace di 120 posti.